# Dell PowerLine 450DE/2 DGX
Dell PowerLine 450DE/2 DGX Graphics Workstation [ˈpaʊə.laɪn ˈɡræfɪks ˈwɜːksteɪšn] je PC kompatibilní pracovní stanice. Poháněna procesorem Intel 486DX2, má sběrnicovou architekturu EISA a grafický adaptér, připojený po lokální sběrnici procesoru. Počítač byl zamýšlen pro práci s grafikou (v aplikacích CAD, grafických programech i DTP) v prostředí Windows 3.1; na trh byl vypuštěn roku 1992. V tehdejší ČSFR jej prodávající, Dell Computer Československo, nabízel za cenu okolo 160 000 Kčs.

## Konfigurace
- centrální jednotka Intel 486DX2/50[p 3]
- v základu 4 MiB DRAM, rozšiřitelné na 96 MiB (6 pozic pro moduly SIMM)
- 80 MiB pevný disk IDE (volitelně SCSI)
- 5 pozic pro EISA karty
- rozměry: 152 × 406 × 406 mm

## Grafický subsystém
Z pohledu grafického subsystému představoval model DGX špičku – konstruktéři jej totiž připojili co nejblíže procesoru, přímo na jeho lokální sběrnici (local bus [ˈləʊkl bʌs]); ta nepodléhá takovým omezením, jak je tomu u standardního sběrnicového systému (zde EISA). Díky tomuto uniku probíhá komunikace mezi CPU a grafickým adaptérem několikanásobně rychleji, než je tomu ostatních PC té doby (ať už měly ve výbavě sběrnice ISA, EISA či MCA). Tvůrci pojmenovali tento způsob zobrazování Direct-Coupled Graphics Accelerator, zkráceně DGX.
Spolu s procesorem a vyrovnávací pamětí 2. úrovně (anglicky Level 2 cache [kæš]; 128 KiB) je VGA kompatibilní zobrazovací adaptér umístěn na výměnné kartě; zahrnuje grafický čip Inmos G332, dvoubránovou paměť Video RAM (VRAM, 80 ns) o velikosti 2 MiB, nezbytný RAMDAC, VGA BIOS a logické rozhraní. Zvládá zobrazení max. 1280 × 1024 (SXGA) s 256 barvami či 1152 × 900 bodů s 65 536 barvami (64k hicolor); nechybí ani podpora nižších rozlišení (XGA, SVGA, VGA, mód 13h, textové režimy…).

## Zajímavost
Stroj neoplýval multimediální schopností, neboť jej výrobce neosadil zvukovou kartou.